# أيزاياه هاريس
أيزاياه هاريس (بالإنجليزية: Isaiah Harris)‏ هو لاعب كرة قاعدة أمريكي، ولد في 2 يوليو 1925 في باركين في الولايات المتحدة، وتوفي في 18 سبتمبر 2001 في ممفيس في الولايات المتحدة.